# Universidade Pepperdine
A Universidade Pepperdine (em inglês:  Pepperdine University) é uma instituição particular de ensino superior, localizada nos limites de Malibu, próxima ao oceano Pacífico, na costa da Califórnia, Estados Unidos. Pepperdine deve seu nome a George Pepperdine (1886 - 1962), que fundou a instituição, em Los Angeles, em 1937. George Pepperdine, um homem ligado à Igreja de Cristo dos EUA, que enriqueceu com a expansão econômica do início do século XX, dedicou sua fortuna a criar uma instituição de ensino superior inspirada e fundamentada em princípios cristãos.
A universidade Pepperdine hoje é dividida em cinco escolas: A "Frank R. Seaver College of Letters, Arts, and Sciences", "George L. Graziadio School of Business and Management", "The Graduate School of Education and Psychology", "The School of Law" e "The School of Public Policy" e concentra suas atividades em seu campus, próximo a Malibu, onde está estabelecida desde 1970.
Foi o cenario principal da série infanto-juvenil Zoey 101 da Nickelodeon, na trama o colégio era denominado pelo nome de "Pacific Coast Academy" (PCA).